# Noel Saw Naw Aye
Noel Saw Naw Aye (* 14. Februar 1969 in Saukwaigyi, Yangon-Region) ist ein myanmarischer römisch-katholischer Geistlicher und Weihbischof in Yangon.

## Leben
Noel Saw Naw Aye studierte von 1989 bis 1991 Philosophie am Priesterseminar in Pyin U Lwin  und anschließend bis 1995 Theologie am Priesterseminar in Rangun. Gleichzeitig erwarb er im Fernstudium einen Abschluss in Psychologie. Am 18. März 1995 empfing er das Sakrament der Priesterweihe für das Erzbistum Yangon.
Neben verschiedenen Aufgaben in der Pfarrseelsorge war er als Fidei-donum-Priester von 1996 bis 1997 im Bistum Kengtung und von 2002 bis 2003 im Bistum Mawlamyine tätig. Von 2000 bis 2002 studierte er in New York City am Saint Joseph's College biblische Theologie und erwarb in diesem Fach den Mastergrad. Von 2003 bis 2007 war er persönlicher Sekretär des Erzbischofs von Yangon und anschließend zwei Jahre lang Koordinator der Seelsorgeprojekte des Erzbistums. Von 2009 bis 2013 war er pädagogischer Leiter im Jugendbildungszentrum Johannes Paul II. des Erzbistums in Yangon. Seit 2013 war er bei der Bischofskonferenz von Myanmar Koordinator der Bildungskommission und seit 2015 Prokurator des Erzbistums Yangon und Dozent für biblische Theologie am Priesterseminar in Yangon.
Am 10. November 2020 ernannte ihn Papst Franziskus zum Titularbischof von Methamaucum und zum Weihbischof im Erzbistum Yangon. Der Erzbischof von Yangon, Charles Maung Kardinal Bo SDB, spendete ihm am 4. Februar des folgenden Jahres die Bischofsweihe. Mitkonsekratoren waren der Apostolische Nuntius in Myanmar, Erzbischof Paul Tschang In-Nam, und der Erzbischof von Mandalay, Marco Tin Win.